# L.U.V
L.U.V è un singolo del rapper danese Gilli, pubblicato il 12 giugno 2020 sulle etichette MXIII e Disco:wax.

## Tracce
Testi e musiche di Kian Rosenberg Larsson, Engelina Andrina e Nicki Pooyandeh.
1. L.U.V – 2:46

## Formazione
Musicisti
- Gilli – voce
- Engelina Andrina – voce
- Nicki Pooyandeh – tastiera, programmazione

Produzione
- Nicki Pooyandeh – produzione
- Jesper Vivid Vestergaard – mastering, missaggio

## Classifiche

### Classifiche settimanali
| Classifica (2020) | Posizione massima |
| ----------------- | ----------------- |
| Danimarca         | 1                 |

### Classifiche di fine anno
| Classifica (2020) | Posizione |
| ----------------- | --------- |
| Danimarca         | 34        |